# Rotary (album)
Rotary – debiutancki album polskiej grupy muzycznej Rotary, wydany 6 maja 1996 roku nakładem wydawnictwa muzycznego PolyGram. Album zawiera 15 kompozycji zespołu, w tym przebój „Na jednej z dzikich plaż”, który dotarł m.in. do 2. miejsca Szczecińskiej Listy Przebojów. Sprzedaż albumu wyniosła 40 tysięcy egzemplarzy.

## Lista utworów
Opracowano na podstawie materiału źródłowego.
1. „Party u Patyka”
2. „Wielkie hotele kryją w sobie tajemnice swe”
3. „Na jednej z dzikich plaż”
4. „Ląduj w mojej kuchni”
5. „Podchodzisz więc przytulam Cię”
6. „Henry Monroe”
7. „Wszystko skończy śmiech (Satelita)”
8. „Koniec bliski jest”
9. „Napromieniowani”
10. „Wściekłość”
11. „Aspiryna, kawa, sex i sen”
12. „Kłamca (Kłamstw słuchać chcesz)”
13. „Złoty chłopiec”
14. „Wszystko skończy śmiech (Satelita)” (Mediolan Mix)
15. „Na jednej z dzikich plaż” (Mediolan Mix)

## Personel
Rotary:
- Grzegorz Porowski - wokal
- Radosław Łuka - gitara basowa, produkcja, mastering
- Bartosz Dziedzic - gitara
- Jakub Rutkowski - perkusja

Gościnnie:
- Andrzej Smolik - klawisze, harmonijka
- Michał Grymuza - gitara, wokal wspierający, produkcja
- Leszek Kamiński - realizacja nagrań, współpraca produkcyjna, mastering
- Katarzyna Kanclerz - współpraca produkcyjna
- Grzegorz Piwkowski - mastering
- Jacek Poremba - zdjęcia, dyrektor wizualny
- Joanna Klimas - stylizacja
- Steve Lyon - miks (utwory 8, 14, 15)